# 9204 Mörike
(9204) Morike, denumire internațională (9204) Mörike, este un asteroid din centura principală de asteroizi.

## Descriere
9204 Mörike este un asteroid din centura principală de asteroizi. A fost descoperit pe 4 august 1994 la Tautenburg de Freimut Börngen. Asteroidul prezintă o orbită caracterizată de o semiaxă mare de 2,33 ua, o excentricitate de 0,06 și o înclinație de 6,1° în raport cu ecliptica.